# Aerangis
Aerangis, hay gọi tắt là Aergs trong nông học, là một chi phong lan (Orchidaceae). 

## Các loài
- Aerangis alata
- Aerangis albidiflora
- Aerangis albido-rubra
- Aerangis antennophoro
- Aerangis aporoides
- Aerangis appendiculata
- Aerangis arachnites
- Aerangis arachnopus
- Aerangis articulata
- Aerangis biloba
- Aerangis brachycarpa
- Aerangis calligera
- Aerangis caudata
- Aerangis citrata
- Aerangis clavigera
- Aerangis collum-cygni
- Aerangis coriacea
- Aerangis cryptodon
- Aerangis curnowiana
- Aerangis decaryana
- Aerangis distincta
- Aerangis ellisii
- Aerangis fastuosa
- Aerangis flabellifolia
- Aerangis friesiorum
- Aerangis fuscata
- Aerangis grandiflora
- Aerangis hyaloides
- Aerangis jacksonii
- Aerangis kirkii
- Aerangis kotschyana
- Aerangis luteo-alba
  - Aerangis luteo-alba var. rhodosticta
- Aerangis macrocentra
- Aerangis malmquistiana
  - Aerangis malmquistiana var. venusta
- Aerangis mitrata
- Aerangis modesta
- Aerangis neoperrieri
- Aerangis ramosa
- Aerangis rhodosticta
- Aerangis roseocalcarata
- Aerangis sanderiana
- Aerangis scottii
- Aerangis somalensis
- Aerangis spiculata
- Aerangis stylosa
- Aerangis thomsonii
- Aerangis ugandensis
- Aerangis umbonata
- Aerangis venosa
- Aerangis verdickii

## Các loài lai
- ×Aerangaeris (Aerangis × Rangaeris)
- ×Amesangis (Aerangis × Amesiella)
- ×Angrangis (Aerangis × Angraecum)
- ×Diaphanangis (Aerangis × Diaphananthe)
- ×Euryangis (Aerangis × Eurychone)
- ×Summerangis (Aerangis × Summerhayesia)
- ×Thesaera (Aerangis × Aeranthes)